# Елдісі Кларк-Льюїс
Елдісі Кларк-Льюїсм (англ. Eldece Clarke-Lewis; нар. 13 січня 1965) — багамська легкоатлетка, що спеціалізується на спринті, олімпійська чемпіонка 2000 року, срібна призерка Олімпійських ігор 1996 року, чемпіонка світу.

## Кар'єра
| Рік                           | Змагання                      | Місто                         | Місце                         | Дисципліна                    | Примітки                      |
| Представник Багамські Острови | Представник Багамські Острови | Представник Багамські Острови | Представник Багамські Острови | Представник Багамські Острови | Представник Багамські Острови |
| ----------------------------- | ----------------------------- | ----------------------------- | ----------------------------- | ----------------------------- | ----------------------------- |
| 1984                          | Олімпійські ігри              | Лос-Анджелес, США             | 5 (чвертьфінал)               | біг на 100 метрів             | 11.85                         |
| 1984                          | Олімпійські ігри              | Лос-Анджелес, США             | 6                             | естафета 4×100 метрів         | 44.18                         |
| 1995                          | Чемпіонат світу               | Гетеборг, Швеція              | 5 (чвертьфінал)               | біг на 100 метрів             | 11.49                         |
| 1995                          | Чемпіонат світу               | Гетеборг, Швеція              | 4                             | естафета 4×100 метрів         | 43.14                         |
| 1996                          | Олімпійські ігри              | Атланта, США                  | 5 (чвертьфінал)               | біг на 100 метрів             | 11.47                         |
| 1996                          | Олімпійські ігри              | Атланта, США                  | 2                             | естафета 4×100 метрів         | 42.14                         |
| 1997                          | Чемпіонат світу в приміщенні  | Париж, Франція                | 5 (півфінал)                  | біг на 60 метрів              | 7.49                          |
| 1997                          | Чемпіонат світу               | Афіни, Греція                 | 6 (півфінал)                  | біг на 100 метрів             | 11.41                         |
| 1997                          | Чемпіонат світу               | Афіни, Греція                 | 6                             | естафета 4×100 метрів         | 42.77                         |
| 1999                          | Чемпіонат світу               | Севілья, Іспанія              | 1                             | естафета 4×100 метрів         | 41.92                         |
| 2000                          | Олімпійські ігри              | Сідней, Австралія             | 1                             | естафета 4×100 метрів         | 41.95                         |